# Gwavas
Gwavas – osiedle na południe od Newlyn, w Anglii, w Kornwalii. Leży 3 km na południowy zachód od miasta Penzance i 413 km na zachód od Londynu.